# Harpe paraguayenne

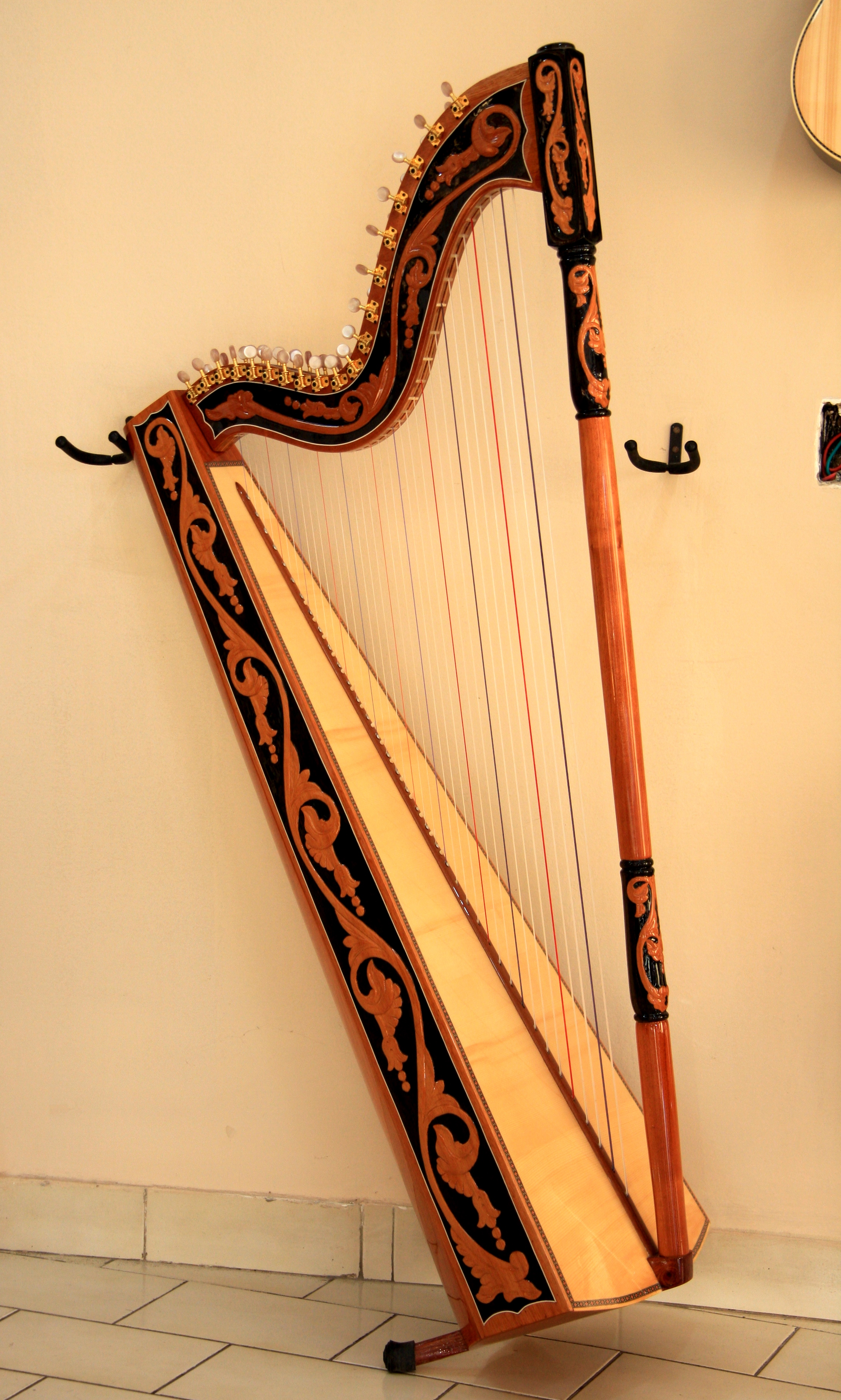
Harpe paraguayenne

Une harpe paraguayenne est l'instrument musical national du Paraguay, résultat de la confluence des cultures musicales européenne et guarani. Il dérive de la harpe angulaire classique, introduite lors de la colonisation espagnole des missions jésuites guaranis.

## Description
C'est une harpe diatonique comportant 32, 36, 38 ou 40, 42 ou 46 cordes, faite de bois tropical, de pin et de cèdre, avec un col recourbé et dont on joue avec l'ongle. Elle accompagne les chants traditionnels en guarani. Elle mesure entre 1,35 et 1,50 m et pèse entre 4 et 5 kg.